# Entenfang Boye und Grobebach
Entenfang Boye und Grobebach ist ein Naturschutzgebiet in der niedersächsischen Stadt Celle und der Gemeinde Winsen (Aller) im Landkreis Celle.

## Allgemeines
Das Naturschutzgebiet mit dem Kennzeichen NSG LÜ 368 ist circa 190 Hektar groß. Es ist zum größten Teil Bestandteil des FFH-Gebietes „Entenfang Boye und Bruchbach“ und zu einem großen Teil vom 1937 ausgewiesenen Landschaftsschutzgebiet „Entenfang Boye“ umgeben, das im Geltungsbereich der Naturschutzverordnung im Naturschutzgebiet aufgegangen ist. Im Süden grenzt das Gebiet im Verlauf des Bruchbachs an das Naturschutzgebiet „Untere Allerniederung bei Boye“. Das Gebiet steht seit dem 2. Februar 2021 unter Naturschutz. Zuständige untere Naturschutzbehörde ist der Landkreis Celle.

## Geschichtliches
Das über 70 Hektar große Teichgebiet des Entenfangs-Boye ist aus einem Naturteich entstanden. Die Teiche sind sehr flach – die Wassertiefe beträgt im Schnitt deutlich unter einem Meter – mit sandigem Grund. Um ein Trockenfallen des Teichs im Sommer zu verhindern, ließ Herzog Christian Ludwig 1649 den Heidgraben – dem heutigen Bruchbach – anlegen und das Teichgebiet mit dem Wasser der Wittbeck, die ursprünglich in die Örtze mündete, versorgen. 1690 wurde am Rand des Teichgebietes eine Entenkoje für den Lebendfang von Wildenten angelegt, mit denen der herzogliche Hof in Celle unter Herzog Georg Wilhelm versorgt wurde. Der „Entenmeister“, der die herzogliche Anlage betrieb, lebte in einer nahen Hofstelle und betrieb neben dem Entenfang noch Fischerei und eine kleine Landwirtschaft.
1782 wurde der Entenfang privatisiert. Der Teich wurden später intensiver genutzt und in der Hofstelle ein Ausflugslokal eingerichtet, das 1917 geschlossen wurde.
1892 wurde der Teich durch einen Querdamm geteilt, um intensivere Fischereiwirtschaft zu ermöglichen. Das Gebiet wurde eingedeicht, um es besser bewässern zu können. Um eine Vernässung der umgebenden Wiesen zu verhindern, wurde außerhalb der Dämme ein Entwässerungssystem gebaut.
Seit 1936 wurden die gefangenen Enten nicht mehr geschlachtet, sondern mit Ringen der Vogelwarte Helgoland versehen und wieder in die Freiheit entlassen. Mit der damaligen Jägerschaft wurde ein Vertrag geschlossen, der den Ausgleich der Einkommensverluste regelte. 1937 wurde das Teichgebiet und große Teile der Umgebung unter Landschaftsschutz gestellt. Der Vertrag mit der Jägerschaft wurde 1950 mit dem Landesjagdverband Niedersachsen erneuert und auch später wurde der Erhalt des Entenfangs vertraglich gesichert.
Das Teichgebiet wurde 1976 als Wildschutzgebiet ausgewiesen. Dadurch wurde die jagdliche und fischereiliche Nutzung des Teichgebietes eingeschränkt. Die Jagd auf Federwild wurde 1985 untersagt, um das Teichgebiet als Brut-, Nahrungs- und Rasthabitat zahlreicher Vogelarten von Störungen weitgehend freizuhalten.

## Beschreibung
Das Naturschutzgebiet liegt nordwestlich von Celle. Es stellt ein Teichgebiet mit den angrenzenden Flächen in der Niederung des Bruchbachs sowie einen Abschnitt des hier überwiegend ausgebauten Bruchbachs unter Schutz. Unterhalb des Teichgebietes ist das Naturschutzgebiet mit Ausnahme eines bewaldeten Bereichs an der Mündung der Riete in Boye größtenteils auf den Verlauf des Bruchbachs, der hier auch als Grobebach bezeichnet wird, und einen beidseitig fünf Meter breiten Uferbereich begrenzt.
Das Teichgebiet wird von zwei durch Dämme untergliederte Teiche mit Unterwasservegetation, Verlandungszonen, Rieden, Röhrichten und Sümpfen geprägt. Die Teiche werden extensiv genutzt. Sie beherbergen wertvolle Strandlings-Vegetation sowie verschiedene Wasserpflanzen wie Wechselblütiges Tausendblatt, Grasartiges Laichkraut und Knöterich-Laichkraut.
Insbesondere nach Südwesten schließen sich feuchte Grünländer und nach Nordosten bewaldete Gebiete im Überflutungsbereich des Bruchbachs an. Die Wälder sind naturnah als Bruch-, Sumpf- und Auwälder ausgeprägt. Dominierende Baumarten sind Esche, Erle, Weide und Birke, insbesondere Hänge- und Moorbirke. Außerdem stocken Kriechweide, Gemeiner Wacholder und Gagelgebüsche. Im Übergang zur Geest bzw. dem südlich verlaufenden Dünenzug stocken Eichenmischwälder. Die Wälder im Schutzgebiet verfügen über einen hohen Tot- und Altholzanteil und gut ausgeprägte Waldränder.
Der Bruchbach verfügt im Naturschutzgebiet über flutende Wasservegetation. Er wird von Gehölzen mit Galerie- und Auwaldcharakter begleitet. Daneben sind bachbegleitende Röhrichte, Seggenriede und Uferhochstaudenfluren zu finden.
In den Verlandungszonen und Rieden der Teiche siedeln u. a. Vielstängelige Sumpfbinse, Flutende Binse, Nadelbinse, Zwiebelbinse, Steife Segge, Walzen-, Faden-, Hirse- und Blasensegge. Weiterhin sind Wasserpfeffertännel, Zwergigelkolben, Igelschlauch, Gewöhnlicher Pillenfarn, Flutender Sellerie, Gewöhnlicher Wassernabel, Sumpfdreizack, Verkannter Wasserschlauch und Sumpfdotterblume sowie verschiedene Torfmoose heimisch. Weiterhin siedeln im Naturschutzgebiet u. a. See- und Teichrose, Moorschmiele, Pfeifengras und Sumpfjohanniskraut sowie Wasserschierling, Röhriger Wasserfenchel, Brennender Hahnenfuß, Straußblütiger Gilbweiderich, Kleiner Klappertopf, Gewöhnlicher Teufelsabbiss, Kleiner Baldrian, Langblättriger Ehrenpreis, Lungenenzian und Berg- und Königsfarn.
Die Gewässer beherbergen eine artenreiche Fischfauna, darunter die FFH-Arten Steinbeißer, Groppe, Bachneunauge und Schlammpeitzger. Der Bruchbach ist Lebensraum u. a. von Grüner Flussjungfer und Großer Moosjungfer. Das Gebiet ist Lebensraum des Kranichs. Auch der Fischotter ist hier heimisch. Reptilien und Amphibien sind z. B. durch Kreuzotter, Ringelnatter, Schlingnatter, Knoblauchkröte, Kleiner Wasserfrosch, Moorfrosch und Kammmolch vertreten. Zur Verbesserung des Lebensraum von Amphibien wurde im Winter 2017/2018 ein neues Laichgewässer angelegt. Fisch- und Seeadler sowie Schwarzstorch nutzen das Gebiet als Nahrungshabitat.
Die Jägerschaft des Landkreises Celle bietet naturkundliche Führungen im Entenfang Boye an, der ansonsten nicht betreten werden darf.